# Pirkko Raitio
Pirkko Raitio (12 de noviembre de 1882-2 de noviembre de 1966) fue una actriz teatral y cinematográfica finlandesa.

## Biografía
Su verdadero nombre era Bertta Wilhelmiina Sandell, y nació en Tampere, Finlandia, siendo hija de un granjero. Cursó estudios en la escuela de artesanía y en el seminario de Hämeenlinna.
Entre los años 1909 y 1950 Raitio estuvo activa en el Teatro Kansan Näyttämö de Helsinki y en el Kansanteatteri de la misma ciudad. Entre 1933 y 1958 actuó en más de 30 películas. 
Por su carrera artística, Pirkko Raitio fue premiada con la Medalla Pro Finlandia en el año 1947, recibiendo igualmente la medalla de oro de la Sociedad Teatral de Finlandia. 
Pirkko Raitio falleció en el año 1966. Entre 1907 y 1954 estuvo casada con Paavo Raitio, el cual también era actor teatral.

## Filmografía (selección)
- 1933: Ne 45000
- 1945: Ristikon varjossa
- 1949: Prinsessa Ruusunen
- 1951: Gabriel, tule takaisin
- 1954: Onnelliset
- 1959: Sampo